# Hogna sternalis
Hogna sternalis är en spindelart som först beskrevs av Philipp Bertkau 1880.  
Hogna sternalis ingår i släktet Hogna och familjen vargspindlar. Inga underarter finns listade i Catalogue of Life.